# Marito (calciatore)
Mário André Rodrigues João, meglio noto con lo pseudonimo Marito (Luanda, 30 settembre 1977), è un ex calciatore angolano, di ruolo portiere.

## Carriera

### Club
Ha giocato in Angola ed in Portogallo.

### Nazionale
Con la Nazionale angolana preso parte alla Coppa d'Africa 1998.